# ASF Bobo-Dioulasso
El Association Sportive des Fonctionnaires de Bobo (en español: Asociación Deportiva de Funcionarios de Bobo), es un equipo de fútbol de Burkina Faso que participa en la Primera División de Burkina Faso, la liga de fútbol más importante del país.

## Historia
Fue fundado en 20 de febrero de 1947 por Raoul Vincent en la ciudad de Bobo Dioulasso, siendo un equipo que se distingue por ser más competitivo en el torneo de copa que en la liga local, la cual ha ganado en 3 ocasiones, la última en 2017-18.

## Palmarés
- Primera División de Burkina Faso: 3

1961, 1966, 2017-18
- Copa de Burkina Faso: 5

1986, 1989, 1997, 1998, 2004
- Copa Líder de Burkina Faso: 1

1992
- Supercopa de Burkina Faso: 4

1992/93, 1996/97, 2000/01, 2003/04

## Participación en competiciones de la CAF
| Temporada | Torneo                            | Ronda      | Club                      | Casa  | Visita | Global      |
| --------- | --------------------------------- | ---------- | ------------------------- | ----- | ------ | ----------- |
| 1967      | Copa Africana de Clubes Campeones | 1          | Augustinians FC           | w.o.1 | w.o.1  | w.o.1       |
| 1967      | Copa Africana de Clubes Campeones | 2          | Hafia FC                  | 0-2   | 1-1    | 1-3         |
| 1970      | Copa Africana de Clubes Campeones | 1          | AS Real Bamako            | 2-2   | 0-3    | 2-5         |
| 1986      | Recopa Africana                   | 1          | CD Elá Nguema             | 3-1   | 0-0    | 3-1         |
| 1986      | Recopa Africana                   | 2          | Al-Ahly Trípoli           | 1-0   | 1-5    | 2-5         |
| 1989      | Recopa Africana                   | 1          | ASC Linguère              | 1-0   | 1-2    | 2-2 (a)     |
| 1989      | Recopa Africana                   | 2          | Bendel United             | 1-3   | 0-2    | 1-5         |
| 1990      | Recopa Africana                   | 1          | MAS Fez                   | 0-1   | 0-2    | 0-3         |
| 1994      | Recopa Africana                   | 1          | BCC Lions                 | 0-0   | 1-2    | 1-2         |
| 1996      | Recopa Africana                   | 1          | Olympique Béja            | 1-2   | 0-6    | 1-8         |
| 1998      | Recopa Africana                   | 1          | Ghapoha Readers           | 1-1   | 0-3    | 1-4         |
| 1999      | Recopa Africana                   | 1          | Club Africain             | 0-1   | 0-3    | 0-4         |
| 2005      | Copa Confederación de la CAF      | Preliminar | Al-Ittihad Club (Trípoli) | 3-0   | 0-4    | 3-4         |
| 2018/19   | Liga de Campeones de la CAF       | Preliminar | Cotonsport                | 3-1   | 1-3    | 4-4 (3-5 p) |

1- Augustinians abandonó el torneo.

## Jugadores

### Jugadores destacados
- Abdoulaye Soulama
- Abdramane Ouattara
- Boureima Ouattara
- Oumar Sanogo
- Basil Al-Habib
- Assany Ouédraogo
- Souleymane Coulibaly
- Adama Sabo

## Entrenadores
- Oscar Barro (2021)[3]